# Avatar: The Last Airbender - The Bounty Hunter and the Tea Brewer
Avatar: The Last Airbender - The Bounty Hunter and the Tea Brewer é uma história em quadrinhos norte-americana publicada pela editora Dark Horse em 20214. Foi escrita por Faith Erin Hicks em colaboração com Michael Dante DiMartino e Bryan Konietzko, com a arte de Peter Wartman e Adele Matera É baseada na série animada Avatar: The Last Airbender.

## Sinopse
O Dragão Jasmim se tornou uma sensação da vida social de Ba Sing Se. Quando seu fornecimento de chá repentina e misteriosamente seca, Iroh vai a procura de respostas e encontra-se capturado por um rosto conhecido - a caçadora de recompensas June! Iroh deve confrontar uma parte do seu passado enquanto June considera seu futuro, mas seja como for que as coisas forem... alguém deve libertar o chá!

## Produção
O quadrinho foi anunciado pela Dark Horse em 14 de setembro de 2023, com data de lançamento prevista para 14 de maio de 2024. A história focaria nos personagens Iroh e June, sendo o primeiro quadrinho protagonizado pelos personagens.

## Publicação
A obra chegou as bancas oficialmente em 21 de agosto de 2024, contando com 80 páginas.

## Recepção
Rachel Forbes publicou uma review para o site School Library Journal. Elogiando a escrita e a arte, afirmou que "Os diálogos de Hick e a arte de Wartman continuam fiéis a mistura de sabedoria sincera, apartes bobos e ação inspirada em artes marciais que encantou os fãs". Adicionou ainda que "a dominação de elementos pode ser mínima, mas que, com coreografias elegantes, as lutas ainda impactam". Em seu veredito, concluiu que a história é "uma significativa obra única sobre adaptar-se à mudanças que irá satisfazer os fãs de Avatar: The Last Airbender".